# 汉斯·朗斯多夫
汉斯·威廉·朗斯多夫（德語：Hans Wilhelm Langsdorff，1894年3月20日—1939年12月20日），德意志帝國海軍、威瑪國家海軍和納粹德國海軍军官。他最著名的經歷是在拉普拉塔河口海戰中指揮德國級裝甲艦施佩伯爵將軍號。